# Norton Hill School
Norton Hill School – brytyjska szkoła publiczna mająca status uczelni znajdująca się w Midsomer Norton.
W szkole uczyła się między innymi brytyjska aktorka Maisie Williams.